# L'últim metro
L'últim metro, títol original en francès Le Dernier métro, és un drama francès escrit i dirigit per François Truffaut el 1980 que té com a protagonistes principals Gérard Depardieu i Catherine Deneuve. Ha estat subtitulat al català.

## Argument
Durant l'ocupació alemanya de França, el teatre parisenc Montmartre s'esforça a empentes i rodolons per superar els entrebancs sorgits arran de la delicada i perillosa situació política que viu el país sota control nazi. La direcció del teatre intenta tirar endavant una nova obra sota la improvisada i recent direcció de Marion, que s'ha vist obligada a prendre les regnes del teatre d'ençà de l'obligada i prematura retira del seu marit -el jueu Lucas Steiner- el qual resta amagat al soterrani del teatre per tal d'escapar dels nazis que el persegueixen.
L'aclamat i popular actor Bernand Granger, que compagina la seva professió amb una activa col·laboració amb la Résistance, rep un paper principal a la nova obra de Lucas Steiner, compartit amb Marion.
Lucas, aïllat al seu refugi, manté només un secret contacte amb la seva muller i no té altra ocupació que espiar clandestinament els assajos de la nova obra per, després, comentar-li a Marion el seu punt de vista. Entre altres crítiques, Lucas retreu a la seva esposa la manca d'autenticitat de l'escena d'amor entre ella i Bernand, contribuint involuntàriament així a promoure una naixent atracció entre ambdós actors, que s'acaben enamorant.
Acabada l'ocupació, Lucas pot abandonar finalment el seu amagatall i pujar així de nou a l'escenari que, com la seva pròpia vida real, compartirà amb Bernard i Marion.

## Sobre la pel·lícula
El títol de la pel·lícula fa referència al fet que durant l'ocupació nazi els parisencs estaven obligats a retornar a casa prenent com a límit el darrer metro. Durant l'hivern, era molt difícil obtenir carbó per escalfar les cases i per a molta gent era usual passar tot el vespre al teatre fins a la darrera funció, que acabava abans de poder prendre el darrer metro.
Tal com en la seva prèvia pel·lícula Jules et Jim, Truffaut presenta de nou un triangle amorós format pels tres principals actors de Le Dernier métro: Marion Steiner (Deneuve), el seu marit Lucas (Heinz Bennent) i l'actor Bernard Granger (Depardieu).

## Repartiment
- Catherine Deneuve - Marion Steiner
- Gérard Depardieu - Bernard Granger
- Jean Poiret - Jean-Loup Cottins
- Andréa Ferréol - Arlette Guillaume
- Maurice Risch - Raymond Boursier
- Heinz Bennent - Lucas Steiner
- Sabine Haudepin - Nadine Marsac
- Jean-Pierre Klein - Christian Leglise
- Rénata - Greta Borg
- László Szabó - Tinent Bergen
- Richard Bohringer – Oficial de la Gestapo

## Nominacions i premis[2]
- Oscar (EUA)
  - Nominació: Millor pel·lícula de parla no anglesa

- Boston Society of Film Critics (EUA)
  - Guanyadora: Millor pel·lícula estrangera

- Premis César (França): guanyadora d'un total de 10 Césars el 1981 :
  - Guanyadora: Premi César al millor actor (Gérard Depardieu)
  - Guanyadora: Premi César a la millor actriu (Catherine Deneuve)
  - Guanyadora: Premi César a la millor fotografia (Néstor Almendros)
  - Guanyadora: Premi César al millor director (François Truffaut)
  - Guanyadora: Premi César al millor muntatge (Martine Barraqué)
  - Guanyadora: Premi César a la millor pel·lícula
  - Guanyadora: Premi César a la millor música (Georges Delerue)
  - Guanyadora: Premi César a la millor decoració (Jean-Pierre Kohut-Svelko)
  - Guanyadora: Premi César al millor so (Michel Laurent)
  - Guanyadora: Premi César al millor guió original (Suzanne Schiffman i François Truffaut)
  - Nominació: Premi César al millor actor secundari (Heinz Bennent)
  - Nominació: César a la millor actriu secundària (Andréa Ferréol)

- Premis David di Donatello (Itàlia)
  - Guanyadora: Millor actriu estrangera (Catherine Deneuve)

- Premi Globus d'Or (EUA)
  - Nominació: Millor pel·lícula estrangera